# Titanics undergång (dikt)
Titanics undergång (tyska: Der Untergang der Titanic), med undertiteln en komedi (eine Komödie), är en lång berättande dikt från 1978 av den tyske författaren Hans Magnus Enzensberger. Den består dels av flera allegorier för västvärldens undergång, främst en liknelse vid fartyget RMS Titanics förlisning, och dels av skildringar av verkets egen tillkomst med självbiografiska motiv ur författarens liv. Verket är skrivet på fri vers. Det är indelat i 33 sånger med 16 lyriska mellantexter. Stilistiskt är det präglat av upprepningar med korrigeringar och redigeringar av tidigare påståenden.

## Tillkomst
Enligt diktens återgivning av sin egen tillkomst tog den tio år att skriva. Vid ett tillfälle försvann manuskriptet och Enzensberger fick börja om utifrån vad han mindes av det han dittills skrivit. I det första utkastet från sent 60-tal användes Titanic-motivet endast som en symbol för det kapitalistiska samhällets kollaps enligt klassisk marxistisk modell. Under 70-talet utvecklade författaren motivet till att även omfatta den modernistiska vänsterns förhoppningar.
Enzensberger hade sedan början av sin karriär varit starkt influerad av Theodor Adorno, men också Walter Benjamin, Herbert Marcuse, Jürgen Habermas och andra kulturteoretiker, som med hjälp av psykoanalys, radikal marxism och språkliga utsvävningar argumenterade för att konsten endast kan återge en fragmenterad och subjektiv verklighet. I samband med tillkomsten av Titanics undergång hade Enzensberger blivit intresserad av kaosforskning, i synnerhet idén om att även till synes slumpmässiga fenomen tenderar att självorganisera sig, och i ett större perspektiv bilda system som går i en viss riktning. Med detta resonemang kunde han närma sig naturlyrik och den didaktiska versen, två uttryck som dessförinnan hade setts som ofruktsamma av Enzensberger och andra marxistiska kulturutövare.

## Utgivning
När dikten först gavs ut tolkades den av kritikerkåren endast som pessimistisk och beklagande över 68-vänsterns oinfriade löften. Enzensberger själv såg den dock som optimistisk och framåtblickande. Titanics undergång gavs ut på svenska 1984 i översättning av Madeleine Gustafsson. En scenversion hade premiär i München 1980 och sändes som tysk radioteater året därpå. Författaren har senare utnämnt boken till sitt bästa verk.